# نویکیرشن (استهلشتاین)
نویکیرشن (به آلمانی: Neukirchen) یک شهر در آلمان است که در استهلشتاین واقع شده‌است. نویکیرشن ۱٬۱۷۲ نفر جمعیت دارد.